# Conferência de Helsinki
A Conferência de Helsinki, de 1975, foi o ponto culminante na política de distensão, conhecida como détente ou razryadka, durante a gestão de Brejnev, Honecker e Husák, respectivamente União Soviética, Alemanha Oriental e Tchecoslováquia no Leste Europeu, o tratado assinado em Helsinki, Finlândia; certificava as fronteiras na Europa do leste e Europa Central posteriores a Segunda Guerra Mundial, o tratado foi assinado por EUA, Canadá e todos os países europeus, exceto Albânia e Andorra.

## Tratado
- I. Igualdade soberana, respeito pelos direitos inerentes à soberania
- II. Abster-se da ameaça ou uso da força
- III. Inviolabilidade das fronteiras
- IV. Integridade territorial dos Estados
- V. Solução pacífica de controvérsias
- VI. A não-intervenção nos assuntos internos
- VII. Respeito pelos direitos humanos e liberdades fundamentais, incluindo a liberdade de pensamento, de consciência, de religião ou crença
- VIII. Igualdade de direitos e auto-determinação dos povos
- IX. A cooperação entre os Estados
- X. Cumprimento de boa-fé das obrigações de direito internacional